# Vladimir Cruz
Vladimir Cruz (Placetas, 26 de juliol de 1965) és un actor cubà que es va donar a conèixer internacionalment a partir de l'èxit de la pel·lícula Fresa y chocolate (1994), que va ser nominada al premi Oscar de 1995.
En 1981 ―als quinze anys― va començar a realitzar obres de teatre com a actor aficionat. En 1983 ―als disset― va entrar a estudiar en l'Institut Superior d'Art de l'Havana, on en 1988 es va graduar com a llicenciat en Arts Escèniques. Té una extensa trajectòria professional al cinema, el teatre i la televisió. Des de 2005 treballa a més en l'escriptura de guions i en la generació i gestió de diversos projectes audiovisuals, formant part de l'equip multicultural CayArte, amb seu en Roma.
En 2003 li va ser concedida la nacionalitat espanyola per carta de naturalesa.

## Filmografia
- 1985: Una novia para David, dirigida per Orlando Rojas.
- 1986: Capablanca, dirigida per Manuel Herrera.
- 1987: Hoy como ayer, dirigida per Constante Diego.
- 1992: La fidelidad, (curtmetratge) dirigit per Rebeca Chávez.
- 1993: Fresa y chocolate, dirigida per Tomás Gutiérrez Alea i Juan Carlos Tabío.
- 1996: Cubalibre, dirigida per David Riondino. (Italia)
- 1997: La deuda, dirigida per Nicolás Buenaventura i Manuel José Álvarez (Colòmbia).
- 1997: Kleines Tropicana - Tropicanita, dirigida per Daniel Díaz Torres.
- 1997: La rumbera, dirigida per Piero Vivarelli (Italia).
- 1998: Muertesita (curtmetratge) dirigit per Luis Vidal.
- 1999: Un paraíso bajo las estrellas, dirigida per Gerardo Chijona.
- 2000: Lista de espera, dirigida per Juan Carlos Tabío.
- 2001: Marco línea perdida (curtmetratge) dirigit per Diego León Ruiz. (Colombia)
- 2001: Viva Sapato! dirigida per Luis Carlos Lacerda. (Brasil)
- 2002: El juego de Arcibel, dirigida per Alberto Lecchi. (Argentina)
- 2005: Civilizados (curtmetratge), como actor y guionista.
- 2006: La caja dirigida per Juan Carlos Falcón.
- 2007: La Mala dirigida per Pedro Pérez Rosado i Lilliam Rosado.
- 2007: El hilo de Ariadna (curtmetratge) dirigit per Luis Ferrández.
- 2007: Che dirigida per Steven Soderbergh.
- 2008: El cuerno de la abundancia, dirigida per Juan Carlos Tabío.
- 2008: ¿Soy yo acaso el guardián de mi hermano? (curtmetratge), com a guionista, productor, actor i director.
- 2008: Intermezzo (curtmetratge) dirigit per Eduardo del Llano.
- 2009: La ventaja del sicario (curtmetratge) dirigit per Luis Moreno.
- 2009: Afinidades, com a protagonista; codirigida per ell i Jorge Perugorría.
- 2010: Las razones del corazón dirigida per Arturo Ripstein. (México)
- 2011: 7 días en La Habana, curt "El Yuma" dirigit per Benicio del Toro.
- 2013: La ignorancia de la sangre dirigida per Manuel Gómez Pereira (Espanya)
- 2014: La cosa humana dirigida per Gerardo Chijona (Cuba-Perú)
- 2015: Vientos de La Habana dirigida per Félix Vizcarret (Espanya-Cuba-Alemania)
- 2016: Los buenos demonios dirigida per Gerardo Chijona (Cuba-Espanya)
- 2019: Habana me matas (curtmetratge) dirigit per Patricia de Luna (Espanya)

## Televisió
- 1986: Una mujer que ya no existe (documental) Direcció: Vicente González Castro. Televisión Educacional. Cuba.
- 1989: La botija (sèrie) Estudios Trimagen per la televisió cubana.
- 1990: Cuando el agua regrese a la tierra (telenovel·la), quatre capítols; dirigida per Mirtha Glez per la televisió cubana.
- 1991: Calle Cuba # 80 bajo la lluvia (versió per la televisió), Tele Cubanacán (Cuba).
- 1995: Turno de oficio (sèrie), 2 capítulos; en Televisión Española.
- 1995: ¡Ay señor, señor! (sèrie), 1 capítol; a Antena 3 TV (Espanya).
- 1998: Give me five, Oscar (curtmetratge de ficció), a Canal Plus (Espanya).
- 1998: A las once en casa (serie), 1 capítol Antena 3 TV (Espanya).
- 1999: Camello Rosa (teleplay) dirigit per Jorge Alonso Padilla per la Televisió Cubana.
- 1999: El comisario (sèrie), 1 capítol; produït per Star Line per Tele 5 (Espanya).
- 2001: Policías, en el corazón de la calle (sèrie), 4 capítols; produït per Globo Media per Antena 3 TV.
- 2002: Según pasan los años; escrit per Leonardo Padura; dirigit per Jorge Alonso Padilla para Televisión Cubana.
- 2003: De colores... (telefilm); produïda per Trivisión per Canal NOU (València).
- 2004: Aquí no hay quien viva (sèrie), 1 capítulo producida por Miramón Mendi para Antena 3 TV.
- 2006: La dársena de poniente (sèrie) produïda per LinzeTV per Televisión Española.
- 2018: Narcos: México (temporada 1) Netflix

## Premis
- 1994: premi 'Panambí' al millor treball actoral (juntament amb Jorge Perugorría) en el Cinquè Festival de Cinema d'Asunción, Paraguai.
- 1994: premi a la millor actuació masculina en cinema per la pel·lícula Fresa y chocolate en el Concurs de la Unió Nacional d'Escriptors i Artistes de Cuba, a l'Havana.
- 1994: premi 'Kikito' d'actuació (juntament amb Jorge Perugorría) en el 22è Festival de Cinema de Gramado (Brasil).
- 1994: premi ACE a la millor actuació co protagonista en Cinema de l'Associació de Cronistes d'Espectacles de Nova York (Estats Units).
- 2003: premi 'Agora' Festival Internacional de Teatre Clàssic d'Almagro.
- 2006: premio 'Flor del desert' Festival de Cinema en el Desert (FISAHARA) Campament de refugiats El Aium, Tindouf, Algèria.
- 2011: premi a la millor interpretació masculina protagonista. Festival '22 x Don Luis'. Calanda. Espanya.
- 2018: premi 'Bisnaga de Plata' al millor actor de repartiment. 21 Festival de Cinema de Màlaga.